# 今村仁美
今村 仁美（いまむら ひとみ、1990年2月3日 - ）は、日本の女性モデル、レースクイーン
愛媛県四国中央市出身。スリーライズ所属。

## 略歴
- 2008年、『プリンセス関西2008』にプリンセス神戸代表の一人として出場[2]。PV賞を受賞し任天堂Wiiを獲得した。
- 2010年、Honda DREAMネットワークのイメージガール「Honda ドリームメイト」を務める[3]。
- 2012年1月、大阪モーターショーのナビメイト（イメージガール）を藤川祐衣、青山友美と共に務める。同ショーのナビメイトとしては初の平成生まれでもあった[4] 。
- 2012年3月に大学卒業。その後はモデル業を休止し、出身地の銀行に就職したが、2年半で退職し上京[5]。スリーライズと契約を結び活動を再開する。
- 2023年4月1日、自身のTwitterを通じて結婚したことを報告した。

## 人物・エピソード
- 愛媛県立三島高等学校卒業。在学中はラグビー部のマネージャーをしていた[6]。
- 弟が1人いる[7]。
- 趣味は漬物を漬けること、お金を数えること、料理、スキューバダイビング。特技はフラダンス、テニス、ヨガ。
- 小学校時代からモーニング娘。のファンで、七夕の短冊に「モーニング娘。になれますように」と書いたことがあったという[8]。
- ミスマガジン2010に応募したことがあり、セミファイナル前のカメラテストに参加したが落選している[9][10]。また2016年11月29日には、2017ミス・ユニバース・ジャパン東京大会にエントリー[11]、2017年10月27日には2018ミス・ユニバース・ジャパン香川大会にエントリー[12]されたが、いずれも地区代表選出はならなかった[11][12]。
- プリンセス関西2008のグランプリだった松尾亜衣[13]や、イー・スマイル所属の早瀬あや[14]と仲が良い。また、大学の同級生に『恋のから騒ぎ』（日本テレビ）16期生（タレント・大津びわ子の実娘）がいる[15]。

## 活動

### レースクイーン
| 年度   | カテゴリー             | チーム名                                             | 備考                                      |
| ------ | ---------------------- | ---------------------------------------------------- | ----------------------------------------- |
| 2010年 | スーパー耐久           | J's RACING LABSレースクイーン                        | 第5戦（於：岡山国際サーキット）のみ参加   |
| 2011年 | フォーミュラ・ニッポン | DOCOMO TEAM ダンデライオンレーシングサーキットレディ | [ 13 ] [ 17 ]                             |
| 2015年 | SUPER GT               | GAINER sucre                                         |                                           |
| 2015年 | スーパーフォーミュラ   | KCMGエンジェルス                                     | 相方：如月さえ                            |
| 2016年 | SUPER GT               | R'Qs motor sports R'Qs triplets                      | 他メンバー：高松凛、日比ゆり              |
| 2017年 | SUPER GT               | apr HYBRID VICTORIAレースクイーン                    | sucreで共働した有馬奈那、宮瀬七海とも共演 |
| 2018年 | スーパー・フォーミュラ | DOCOMO TEAM DANDELION RACING サーキットレディ        |                                           |
| 2019年 | スーパー・フォーミュラ | DOCOMO CIRCUIT LADY                                  |                                           |

### イメージガール
- 2011年12月：ボートレース第26回賞金王決定戦競走キャンペーンガール「SNP6」 - 6号艇・スポーツ報知担当
- 2012年1月：大阪モーターショーナビメイト

### イベント出演

#### 2015年
- 2月：ジャパンゴルフフェア「SHOT NAVIブース」（相方：中本あづさ[20]）
- 3月
  - JAPANドラッグストアショー「太田胃散ブース」[21]
  - AnimeJapan「バンダイビジュアルブース」[22]
- 7月：アベンジャーズ200％ホットトイズ“ホットガール”[23]
- 10月：CEATEC JAPAN「TEコネクティビティブース」[24]
- 10月 - 11月：東京モーターショー「GOODYEARブース」[25]

#### 2016年
- 1月：東京オートサロン「ARMY GIRLブース」（共演：宮本サキ、広瀬茉夢、日比ゆり、辻絵里華、沖舘唯）[26]
- 3月
  - JAPANドラッグストアショー「太田胃散ブース」[27]
  - AnimeJapan「バンダイビジュアルブース」[28]
- 9月：バットマン100%ホットトイズ “ホットガール”[29]

#### 2017年
- 1月：東京オートサロン「横浜ゴムブース」[30]
- 3月：AnimeJapan「バンダイナムコグループブース」[31]
- 10月 - 11月：東京モーターショー「シトロエンブース」[12]